# Fysik under Den Islamiske Guldalder
Naturvidenskab så en opblomstring under Den Islamiske Guldalder (fra omkring midten af det 8. århundrede til midten af det 13. århundrede), hvor der blev bygget videre på klassiske værker af Aristoteles, Ptolemæus og Euklid etc.
Under denne periode lagde islamisk teologi vægt på at opsøge viden. Tænkere fra denne tid tæller bl.a. Al-Farabi, Abu Bishr Matta, Ibn Sina, al-Hassan Ibn al-Haytham and Ibn Bajjah.
Islamiske lærde havde arvet Aristoteles' fysik fra Antikkens Grækenland, men lagde samtidig vægt på vigtigheden af empiriske observationer og troen på, at Universet følger ét sæt love. Dette ledte til en tidlig version af den naturvidenskabelige metode. Studiet af fysik startede i Irak and Egypten
med fokus på optik, mekanik (statik, dynamik, kinematik og bevægelse) og astronomi.